# 86 км (зупинний пункт, Південна залізниця)
86 кіломе́тр — залізничний пасажирський зупинний пункт Куп'янської дирекції Південної залізниці.
Розташований неподалік від села Новостепанівка Шевченківський район, Харківської області на лінії Коробочкине — Куп'янськ-Вузловий між станціями Шевченкове-Південне (9 км) та Гракове (14 км).
Станом на травень 2019 року щодоби чотири пари приміських електропоїздів здійснюють перевезення за маршрутом Куп'янськ-Південний — Гракове/Харків-Пасажирський.